# Parque nacional de Khao Chamao–Khao Wong
El Parque nacional de Khao Chamao-Khao Wong es un área protegida del centro de Tailandia, en las provincias de Rayong y Chanthaburi. Es un parque de pequeño tamaño, que se extiende por 83,68 kilómetros cuadrados. Se declaró en 1975, como el 13.º parque nacional.
El paisaje está dominado por pluvisilva tropical. Alcanza su punto más alto en el Khao Chamao con 1.024 m s. n. m. La cascada Khao Chamao-Khao Wong es uno de los atractivos del parque.